# Detaljer fra den vesteuropæiske industrikultur
Detaljer fra den vesteuropæiske industrikultur er en dansk eksperimentalfilm fra 1976, der er instrueret af Per Ingolf Mannstaedt.

## Handling
Hvad ville for eksempel Wilhelm Reich have fortalt om, hvis han fik 14 minutter til at fortælle, hvad han oplevede i København i året 1980?